# يا بارفارديغار (البوم)
يا بارفارديغار (بالإنكليزية: O 'Parvardigar) هو اسطوانة مطولة للمغني بيت تاونسند إنتاج عام 2001 التي تستند إلى صلاة بنفس العنوان (صلاة بارفارديغا) اعتاد الحكيم الهندي، مهير بابا، على ترديدها. تحتوي الأسطوانة على ثلاثة إصدارات للأغنية - إصدار استوديو عام 1972، ونسخة حية مسجلة في الهند، ونسخة باللغة الألمانية تم تسجيلها لافتتاح مركز أوروبي لمهير بابا. 

## خلفية
في أوائل السبعينيات، قام تاونشند مغني فريق ذا هو الشهيو وأحد أتباع الحكيم الهندي مهير بابا منذ عام 1967، بتأليفأو بارفارديجار من صلاة ميفير برفردجار مع بعد التعديلات. ظهر الأغنية لأول مرة في عام 1972 في ألبومي «من أتى أولا» (Who Came First) و «أنا» (I Am) ، وهو ألبوم تحية لمهير مع موسيقى من تأليف وأداء شركة تاونشند ومجموعة من متابعي مهير الآخرين.  وقال تاونشند في مقابلة مع رولينج ستون «أنا لا أقول في الواقع هذه الصلاة، لقد حدث لي أن وضعتها في قالب موسيقى. اعتقدت أنه من خلال وضعها كأغنية بإضافة موسيقى عليها، سيقوم الكثيرون بترديدها كصلاة من دون التفكير في الموضوع.»  وصف كاتب سيرة تاونسند جيوفري جوليانو الأغنية بأنها «رصاصة روحية بين العينين، تحفة شعرية، وفن موسيقي متفاني».  أدرجت الأغنية في وقت لاحق كأخر أعنية في ألبوم تاونشيد لعام 2001 بعنوان «الكونسيرت المحيطية» (The Oceanic Concerts). تم تسجيل نسخة باللغة الألمانية باستخدام ترجمة أحد أتباع مهير النمساوي لافتتاح مركزمهير بابا في أوروبا ولكنها لم تطلق رسميا. 